# Filip Kaloč
Filip Kaloč (* 27. února 2000 Ostrava) je český profesionální fotbalista, který hraje za německý klub 1. FC Kaiserslautern. Je také bývalým českým mládežnickým reprezentantem.

## Klubová kariéra
Kaloč je odchovancem Vítkovic, odkud v roce 2011 zamířil do akademie Baníku Ostrava.

### Vítkovice
V únoru 2019 odešel Kaloč na půlroční hostování do Vítkovic, kde dříve v akademii působil. Svůj debut v dresu Vítkovic si připsal 9. března 2019 v zápase proti Hradci Králové, kdy nastoupil jako střídající hráč). Za klub odehrál 12 zápasů, z toho 7 na pozici středního útočníka.

### Baník Ostrava
V prvním týmu Baníku debutoval 28. srpna 2019, kdy nastoupil v základní sestavě v utkání 2. kola českého poháru proti Sokolu Lanžhot, který Baník vyhrál 3:1.
Svůj první zápas v české nejvyšší soutěži odehrál 5. října 2019 proti Zlínu, když vystřídal Dame Diopa.
V červenci 2020 spolu s Ondřejem Šašinkou a Milanem Jiráskem prodloužili své smlouvy s Baníkem na čtyři roky.
Ve 29. kole Fortuna:Ligy vstřelil Kaloč svůj první gól v dresu Baníku, a to při výhře 2:0 v Olomouci.
Kaloč v lednu 2023 prodloužil smlouvu s Baníkem Ostrava o tři a půl roku.
V červnu 2023 byl předmětem přestupových spekulací, o jeho služby měl zájem turecký Beşiktaş.

### Kaiserslautern
V lednu 2024 zamířil Kaloč do Německa na hostování s opcí do druholigového Kaiserslauternu.

## Reprezentační kariéra
V březnu 2018 se Kaloč dvakrát prosadil v dresu české reprezentační osmnáctky v zápase proti Dánsku a pomohl k vítězství svěřenců Jana Suchopárka 3:0.
Premiéru v české devatenáctce v prožil Filip Kaloč v srpnu 2018, kdy odehrál první poločas přípravného utkání proti o rok starší reprezentaci Spojených arabských emirátů, která v Moravské Třebové dosáhla vítězství 3:1.
V roce 2019 se Kaloč probojoval do závěrečné nominace na mistrovství Evropy hráčů do 19 let.
Kaloč odehrál svůj první zápas za českou reprezentaci do 21 let 2. září 2021 proti Slovinsku. Odehrál celý zápas, který skončil českým vítězstvím 1:0.
V létě 2023 byl Kaloč nominován jako kapitán na závěrečný turnaj Mistrovství Evropy hráčů do 21 let.